# سرمایه‌گذاری جایگزین

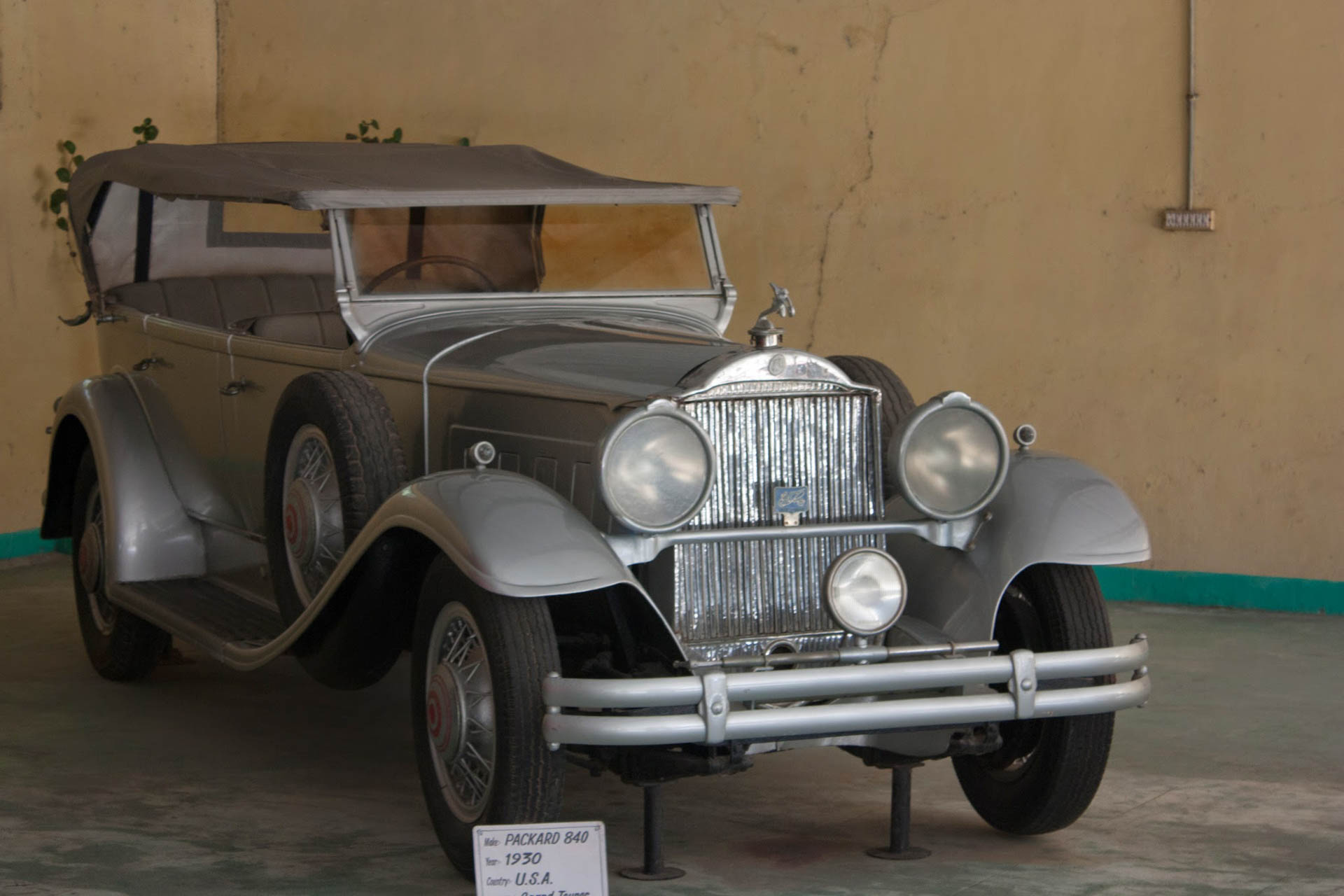
در برخی کشورها، همچون ایران، به خودرو به چشم سرمایه جایگزین نگاه می کنند.

سرمایه‌گذاری جایگزین (انگلیسی: Alternative investment) یا صندوق سرمایه‌گذاری جایگزین، به نوعی از سرمایه‌گذاری اطلاق می‌شود، که در دارایی‌هایی غیر از سهام سرمایه، اوراق قرضه و وجه نقد انجام می‌شود. این سرمایه‌گذاری‌ها در دارایی‌های فیزیکی شامل فلزات گرانبها، هنر، شراب، عتیقه جات، سکه یا تمبر، همچنین در دارایی‌های مالی چون املاک و مستغلات، کالاهای اقتصادی، صندوق‌های سرمایه‌گذاری خطرپذیر، صندوق‌های پوشش ریسک، ابزارهای مشتقه و صندوق‌های پوشش ریسک، اعتبار کربن، همچنین جنگل‌داری و حمل و نقل انجام می‌شود.